# 88 Aquarii
88 Aquarii is een ster in het sterrenbeeld Waterman. De ster heeft een spektraalklasse van K1 III, wat betekent dat het een reuzenster is.